# Sleaze Rock
Sleaze Rock (auch Sleaze Metal oder schlicht Sleaze) ist eine Spielart des Glam Metal, die ab den späten 1980er-Jahren vor allem in den USA populär wurde. Ab Mitte der 1990er-Jahre kam es zu einer weiteren Welle von Sleaze-Rock-Bands, die hauptsächlich aus Skandinavien stammten. Einige Ähnlichkeiten sowie Überschneidungen bestehen zum Glam Metal, dessen Bands jedoch ein anderes Image kultivierten und musikalisch weit weniger rau waren.

## Begriff
Der Name „Sleaze“ und das Adjektiv „sleazy“ bezeichnen im Englischen etwas, das „schäbig“ ist und zum Abschaum gehört. Der Begriff Sleaze Rock leitet sich hauptsächlich vom Image der sogenannten Sleaze-Rock-Bands ab, die eine Underdog-Mentalität pflegten und sich optisch als rebellisch und unangepasst gaben, mit vielen Tätowierungen, abgerissenen Lederjacken und zerrissenen Jeans, Netzhemden, Cowboystiefeln oder Motorradboots und langem, im Gegensatz zum Glam Metal eher ungepflegt wirkendem Haar.

## Kritik
Dem Modebegriff Sleaze Rock haftete an, lediglich etwas schon einmal Dagewesenes in neuer Verpackung darzustellen. Die als Sleaze kategorisierten Bands, wie Guns N’ Roses, L.A. Guns oder Faster Pussycat, spielten hauptsächlich Hard Rock vermischt mit Elementen des Blues Rock, des Metal, des Garage Rock und des Punk Rock. Insbesondere neuere Bands wie die Backyard Babies, bei denen teilweise Punk-Elemente überwiegen, werden auch als Punk ’n’ Roll eingeordnet. Generell beziehen sich heutige Sleaze-Rock-Bands vor allem auf den roheren Glam Metal der frühen Achtzigerjahre. Der Glam Metal wurde nach Ansicht von Martin Sweet, Gitarrist von Crashdïet, "viel zu poppig" und der Punk sei abhandengekommen. Des Weiteren gelten als Vorläufer und Inspirationsquellen der Sleaze-Bands unter anderem die Dictators, AC/DC, Mötley Crüe, W.A.S.P., Hanoi Rocks und die New York Dolls.